# Kreis Orosháza
Der Kreis Orosháza (ungarisch Orosházi járás) ist ein Kreis im Südwesten des südostungarischen Komitats Békés. Er grenzt im Süden und Westen an das Komitat Csongrád-Csanád. Der Kreis entstand im Zuge der ungarischen Verwaltungsreform Anfang 2013 als Nachfolger des gleichnamigen Kleingebietes (Orosházi kistérség) aus 8 der 10 Gemeinden. Die zwei übrigen Gemeinden  gelangten an den Kreis Békéscsaba (Csorvás und Gerendás im Nordosten). Das Gebiet verringerte sich hierbei um 6.314 Einwohner (11 %) und 130,96 Quadratkilometer (15,4 %).

Der Kreis hat eine durchschnittliche Gemeindegröße von 6.212 Einwohnern auf einer Fläche von 89,65 Quadratkilometern. Die Bevölkerungsdichte des zweitgrößten Kreis liegt über der des gesamten Komitats. Verwaltungssitz ist die größte Stadt, Orosháza, im Zentrum des Kreises gelegen.

## Gemeindeübersicht
| Gemeinde       | Status       | Herkunft Kleingebiet | Einwohnerzahl | Einwohnerzahl | Einwohnerzahl | Fläche     | Bevölkerungs- dichte (Ew./km²) |
| Gemeinde       | Status       | Herkunft Kleingebiet | 01.10.2011    | 01.01.2013    | 01.01.2016    | 01.01.2016 | Bevölkerungs- dichte (Ew./km²) |
| -------------- | ------------ | -------------------- | ------------- | ------------- | ------------- | ---------- | ------------------------------ |
| Békéssámson    | Gemeinde     | Orosháza             | 2.425         | 2.445         | 2.330         | 71,21      | 32,7                           |
| Csanádapáca    | Gemeinde     | Orosháza             | 2.637         | 2.599         | 2.473         | 51,30      | 48,2                           |
| Gádoros        | Großgemeinde | Orosháza             | 3.615         | 3.642         | 3.485         | 38,13      | 91,4                           |
| Kardoskút      | Gemeinde     | Orosháza             | 884           | 923           | 877           | 76,58      | 11,5                           |
| Nagyszénás     | Großgemeinde | Orosháza             | 5.046         | 5.063         | 4.900         | 95,56      | 51,3                           |
| Orosháza       | Stadt        | Orosháza             | 29.081        | 28.888        | 28.093        | 202,22     | 138,9                          |
| Pusztaföldvár  | Gemeinde     | Orosháza             | 1.778         | 1.761         | 1.639         | 57,13      | 28,7                           |
| Tótkomlós      | Stadt        | Orosháza             | 6.016         | 6.071         | 5.902         | 125,05     | 47,2                           |
| Kreis Orosháza |              |                      | 51.482        | 51.392        | 49.699        | 717,18     | 69,3                           |

* Grenzgemeinde zu Rumänien